# シバ属

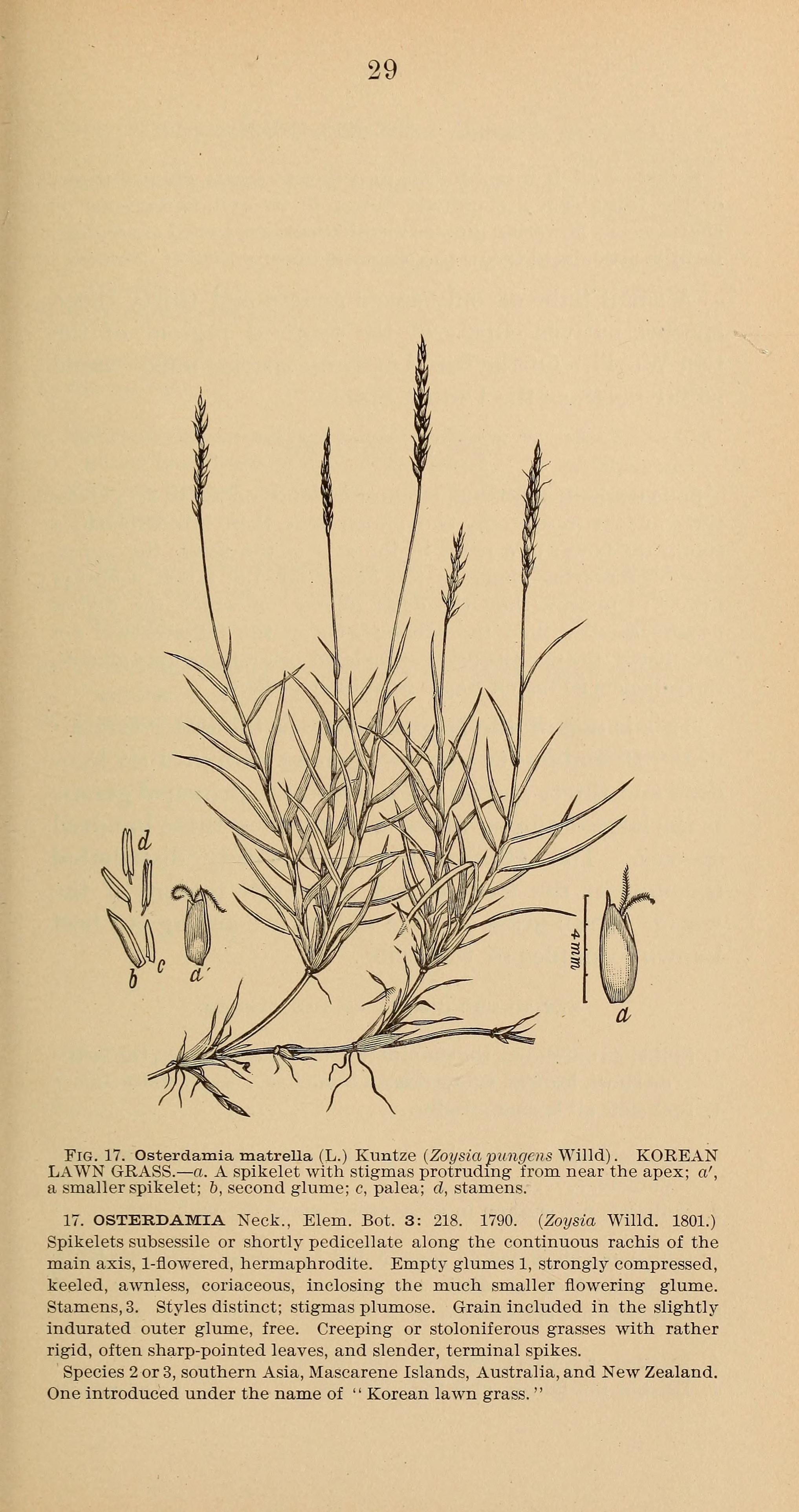
Zoysia matrella・図版

シバ属（シバぞく、学名：Zoysia）は、単子葉植物イネ科の植物の一群である。匍匐茎を伸ばし、節毎に直立する茎を出して葉をつける。花序は棒状で小穂には1個の小花のみを含む。芝生に使われる種が含まれる。

## 特徴
小柄な多年生の草本。質は硬い。茎は伸びて蔓状になり、地面を這って分枝を出す。節毎に花茎を出し、花茎は直立する。はは線形で先端は尖る。葉身は長く伸びない。花序は狭い総状花序で、円柱状で小さく、短い枝がある。
小穂には柄がある。小穂は1個の小花のみを含み、また左右から扁平になっている。第1包頴は退化して無くなっているか、あるいはあっても小型で膜質となっており、早くに脱落する。第2包頴は卵形から長楕円形で、内側に折り曲がっており、革質で光沢があり、これが小穂の外側を覆う形となる。護頴は小型で膜質、はっきりしない3本の脈がある。内頴は発達しないが、膜質で短いものを持つものもある。
学名はオーストリアの植物学者である Karl von Zois (1756-1800?) に因む。和名のシバの名は標準和名をシバとする種に基づき、細葉（ほせは）や繁葉（しげは）からである、とされる。なお、地表を這い、地面を覆うイネ科としては他にギョウギシバやハイシバなど多くの種があり、しばしばシバの名を与えられている。これについては下に纏める。

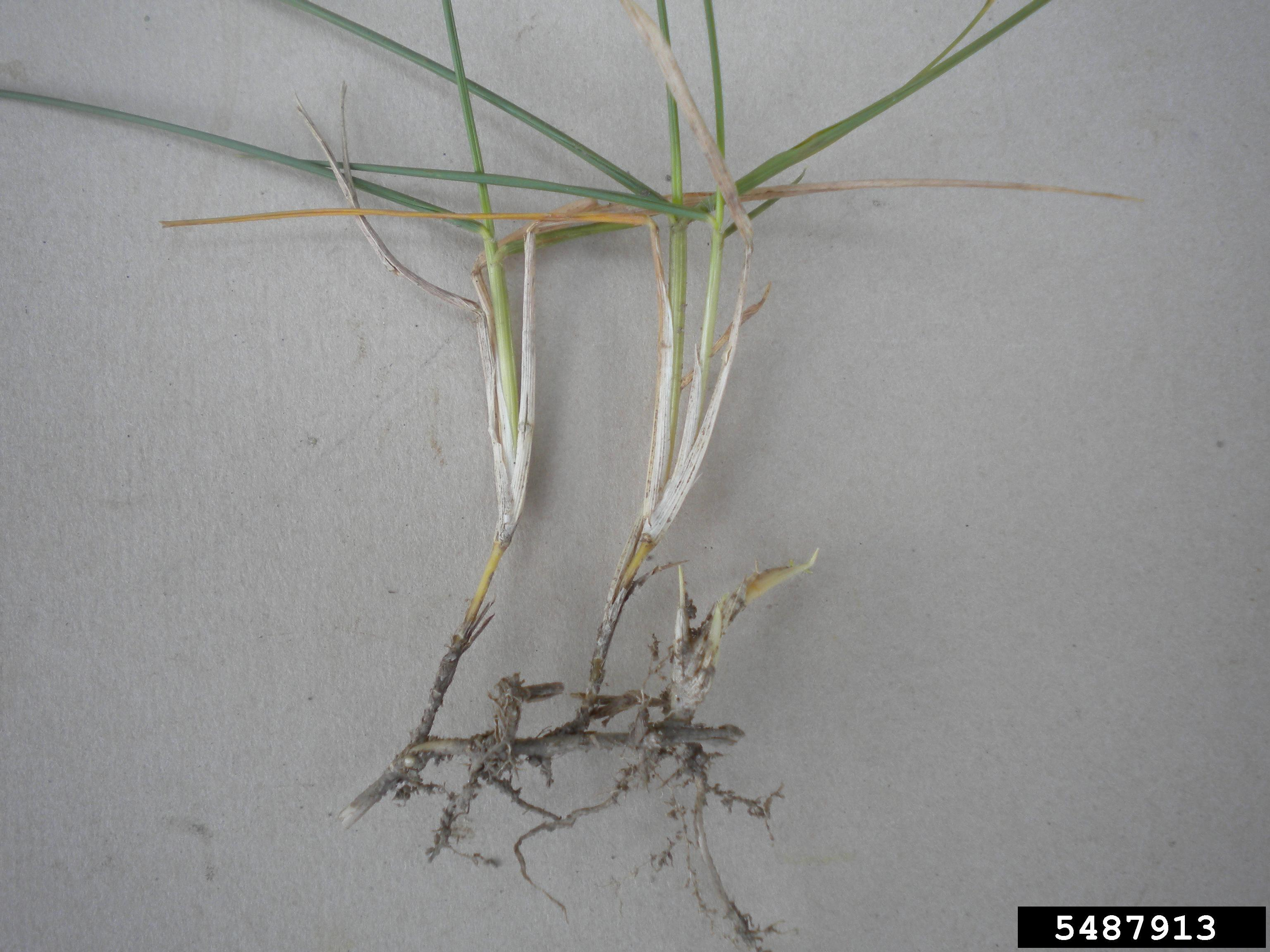
シバ 地下茎と立ち上がる茎を示す
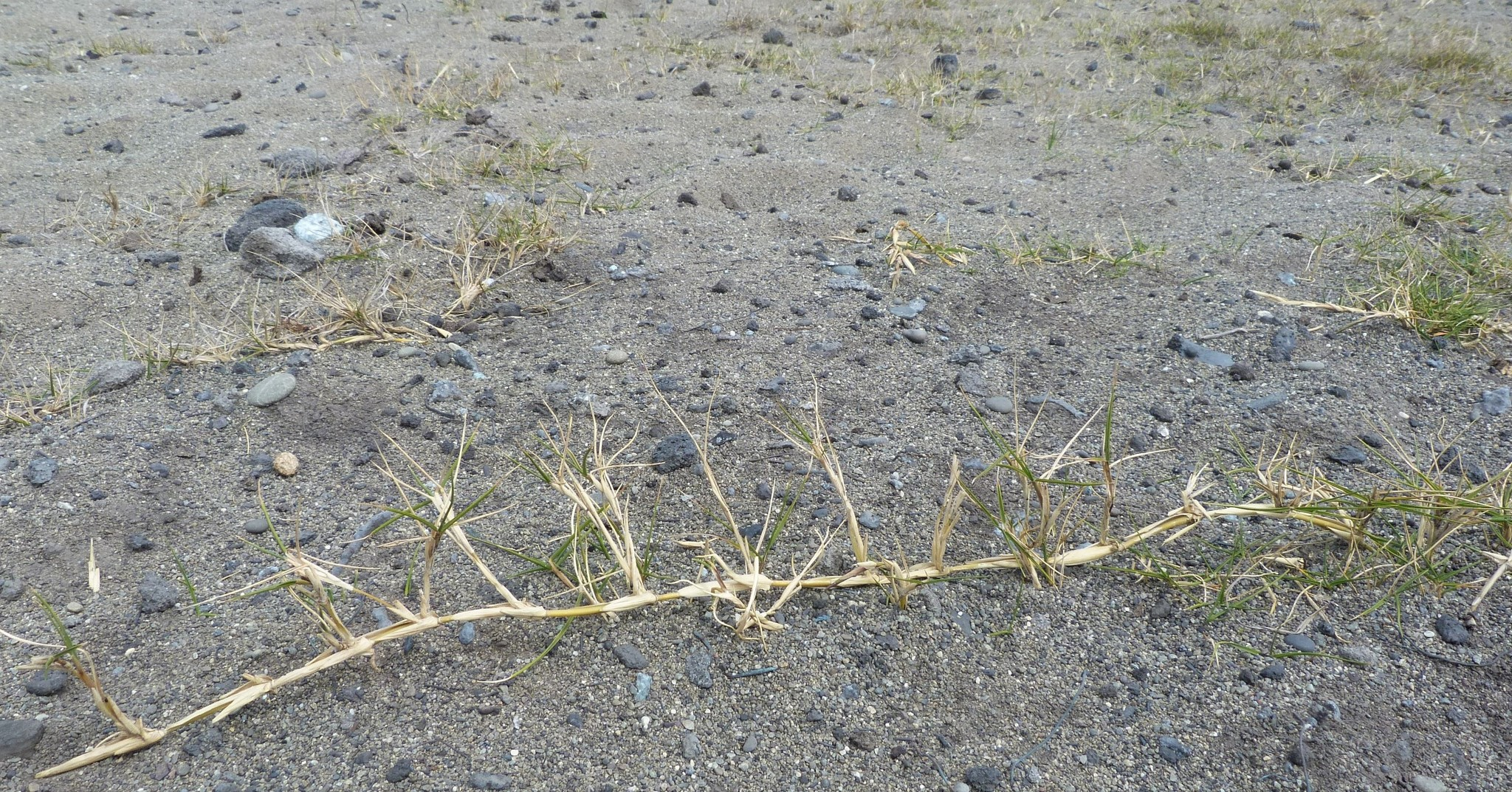
Z. minima 長く這う地下茎
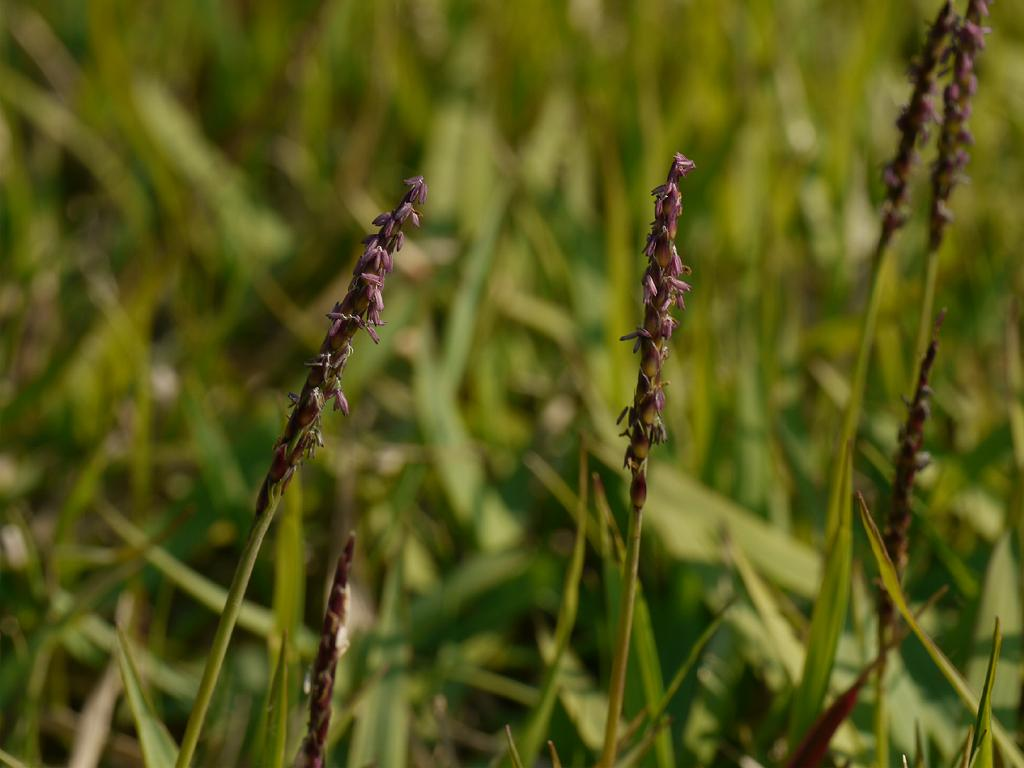
シバ 穂の様子

## 種と分布
アフリカから東アジア、オーストラリアにかけて10種前後がある。日本には5種ほどが知られる。以下、日本産のものには標準和名と通称名、及び全種の分布域を示す。
- Zoysia シバ属
- Z. japonica：シバ、「野芝（ノシバ）」など。日本、朝鮮、中国。
- Z. macranrha：オーストラリア
- Z. macrostachya：オニシバ。日本、朝鮮、中国東部。
- Z. matrella：コウシュンシバ、「高麗芝(コウライシバ)」と通称。日本から朝鮮、中国、台湾、東南アジアからマダガスカル、それに南にはインドネシアからニューギニア、ソロモン諸島まで、本属中でもっとも広い分布域。
- Z. minima：ニュージーランド。
- Z. pacifica：コウライシバ、利用名「キヌシバ」。朝鮮南端から日本、マリアナ諸島、モルッカ、ソロモン諸島。
- Z. pauciflora：ニュージーランド。
- Z. selerioides：ベトナム。
- Z. sinica：日本から韓国、中国の東から南東部、台湾。
  - var. sinica：コオニシバ
  - var. nipponica：ナガミオニシバ
- Z. tenuifolia：マスカリン諸島

## 分類
現在のイネ科の分類ではイネ科を12の亜科に分けるが、これはタケ亜科やイネ亜科を含むBOPクレードとPACMAD クレードの2つに大きく分けられ、本種は後者に属するヒゲシバ亜科のシバ連に含まれる。シバ連は更にシバ亜連 Zosiinae とネズミノオ亜連 Sporobolinae に分けられ、本属はもちろん前者に含まれる。後者にはネズミノオ属 Sporobolus が含まれ、日本ではネズミノオ S. fertilis が本州以南で普通に見られる。
シバ亜連には本属ともう1つ、ウロコンドラ Urochondra が含まれる。これは唯一の種 U. setulosa のみを含む。この植物はアフリカから南アジアの海岸に生育するもので、高さ40cm程度以下の灰色をした植物である。この2属が近縁であることは分子系統の情報からも支持されている。

## 利害
シバ属のものの利用というと芝生がまず思い浮かぶ。実際にシバ属を被覆植物として利用することは東洋では古くから行われていたことで、例えば韓国では新羅王国の時代から墳墓をシバで覆うようにさせ、その冬の様子を『黄金』と見ていたことが知られる。他方で西洋における芝生は本属と関わりなく発展してきたもので、本属が利用されるようになったのは1800年代からと言われるが、現在では南北アメリカ、ヨーロッパ、オーストラリアで広く用いられている。
芝生として用いられるのは主としてシバとコウライシバ、コウシュンシバの3種で、更にこれらの雑種が作られ、それらも用いられてきた。これらは総じて Zoysiagrass と呼ばれる。シバ属の芝生用の種は他の芝生用植物より水分、窒素肥料の要求が少なく、手入れが少なくてもよく、雑草や他の芝生用植物に対する競争力も高い。
ちなみに日本で芝生に使われているものでコウライシバの名で流通しているのはコウシュンシバである。

## シバの名を持つ植物
上記のようにシバの名はシバ属以外にも多くのイネ科に与えられている。以下、主なものを記しておく。この中には芝生に用いられるものも幾つかあるが、そうでないものも数多い。
- Aristida：マツバシバ属
- Arundinella：トダシバ属
- Chloris：オヒゲシバ属
- Chrisopogon：オキナワミチシバ属
- Cynodon：ギョウギシバ属
- Digitaria：メヒシバ属
- Eleusine：オヒシバ属
- Elymus：シバムギ属
- Eremochloa：チャボウシノシッペイ属・チャボウシノシッペイ(ムカデシバ)
- Garontia：アオシバ属
- Lepturus：ハイシバ属
- Penisetum：チカラシバ属・チカラシバ
- Pseudoraphis：ウキシバ属
- Sporobolus：ネズミノオ属・ソナレシバ

他にカヤツリグサ科スゲ属にコウボウシバがある。これは同属のコウボウムギに対してこの種がより小さいことから麦より小さいから芝、と言うことらしい。同じくスゲ属のシバスゲは芝地に生えることによる。マメ科のシバハギもほぼ同様である。
なお、イネ科以外にもシダ植物にトウゲシバというのがあるがこのシバは芝ではなく柴に基づく。カバノキ科のサワシバ、クスノキ科のシバニッケイなどもそちらであると思われる。